# 李花源
李 花源（イ・ファウォン、朝鮮語: 이 화원、1981年2月29日 - ）は、大韓民国出身の女子プロボクサーである。

## 来歴
2004年8月7日、プロデビュー。
2005年1月29日、4戦目で韓国女子フライ級王座獲得も、5月6日、初黒星を喫して王座から陥落。
しかし10月27日、韓国女子スーパーフライ級王座を獲得し2階級制覇。
2006年6月9日、WBEアジアパシフィック女子フライ級王座獲得。
12月9日、韓国王座初防衛。
2007年4月30日、Judy WaguthiiとWBA女子世界フェザー級王座を争い、判定を制して世界王座獲得。
9月2日、金ハナが持つWBA女子世界スーパーフライ級王座に挑戦するが、2-1の僅差判定で敗れ2階級制覇を逃す。この試合を最後に引退した。

## 戦績
- 11戦9勝2敗

## 獲得タイトル
- 韓国女子フライ級王座
- 韓国女子スーパーフライ級王座
- WBEアジアパシフィック女子フライ級王座
- WBA女子世界フェザー級王座